# شاهسون تازه‌کند
شاهسون تازه‌کند (به لاتین: Şahsevən Təzəkənd) یک منطقه مسکونی در جمهوری آذربایجان است که در شهرستان آغجه‌آباد واقع شده است. شاهسون تازه‌کند ۶۵۱ نفر جمعیت دارد.